# Nicolaas de Bruijn
Nicolaas de Bruijn   (la Haia, 9 de juliol de 1918 - Nuenen, 17 de febrer de 2012), conegut com Dick per amics i familiars, va ser un matemàtic neerlandès.

## Vida i obra
De Bruijn va fer els estudis secundaris a la seva vila natal de La Haia entre 1930 i 1934 i, a continuació, va estudiar matemàtiques pel seu compte amb uns llibres d'un germà seu més gran, per a obtenir els diplomes de professor. El 1936 va obtenir una beca per estudiar matemàtiques i va ingressar a la universitat de Leiden, on va ser deixeble del professor Hendrik Kloosterman. Durant la Segona Guerra Mundial la universitat de Leiden va ser clausurada i de Bruijn va defensar la seva tesi doctoral el 1943 a la universitat d'Amsterdam sota la tutoria de Jurjen Koksma. Des de 1939 fins a 1944, a més, va ser professor ajudant a la universitat Tècnica de Delft.
El 1946, després de dos anys treballant al laboratori científic de la Philips, va ser nomenat professor titular a Delft i el 1952 a Amsterdam. El 1960, tot i el magnífic ambient que hi havia a la universitat d'Amsterdam, va preferir anar a la universitat de Tecnologia d'Eindhoven, on el seu amic i company d'estudis, Jaap Seidel, estava creant un nou departament de matemàtiques i en la qual es va retirar el 1984.
De Bruijn va publicar dos llibres i uns dos-cents articles científics. Un dels seus llibres va ser l'influent Asymptotic Methods in Analysis (1958) reeditat en diferents ocasions. Els seus principals camps de treball van ser l'anàlisi matemàtica, l'anàlisi funcional, la teoria de nombres, la matemàtica discreta, el llenguatge formal i la lògica. En aquests dos darrers camps, va ser l'impulsor des de 1967 d'un nou llenguatge, AUTOMATH, per expressar les teories matemàtiques que incorporava eines automàtiques per verificar la seva pròpia correcció.
Les seves aportacions més notables rauen en la combinatòria, amb el tor de De Bruijn, i en la teoria de grafs, amb el teorema de De Bruijn–Erdős i el teorema de BEST (per Bruijn, Ehrenfest, Smith i Tutte).